# Animal Crossing: La Película
Animal Crossing: La Película (劇場版 どうぶつの森 Gekijōban Dōbutsu no Mori?, lit. "Bosque de los animales: La película") es una película de animación japonesa dirigida por Jōjin Shimura y basada en la serie de videojuegos Animal Crossing, más concretamente en Wild World. La película conserva el argumento de los videojuegos, en el que un/a niño/a se muda a un pueblo habitado por animales antropomórficos. Se estrenó en los cines de Japón el 16 de diciembre de 2006. El 13 de diciembre de 2006 se puso a la venta la Banda Sonora Original de la película. El 27 de julio de 2007 salió a la venta en DVD, junto con un pack de edición limitada que incluía una funda personalizada con motivos de Animal Crossing para Nintendo DS. Esta película no ha sido estrenada fuera de Japón.

## Argumento
La película comienza con Ai, una chica joven, mudándose a un pueblo habitado por animales durante la primavera. Tras   trabajar para Tom Nook entregando objetos, Ai se hace amiga de cuatro de los residentes del pueblo, Rosie, Margie, Alfonso, y Yu, participando en varias actividades. Ai empieza a encontrar una serie de mensajes anónimos en botellas que dicen que un milagro ocurrirá durante el próximo Festival de invierno si se plantan pinos en puntos específicos de la aldea. Ai cumple con los mensajes e inicia la plantación de los árboles, cree que los mensajes podrían haber sido colocados por los extraterrestres.
Durante el otoño, Rosie regaña a Ai por no asistir a la fiesta de despedida de Margie, que llega como una gran sorpresa. Ai se queda con en el corazón destrozado, al saber que Margie se ha ido para embarcarse en una carrera de diseño de moda. Margie envía una carta de disculpa a Ai, explicando que un adiós hubiera sido demasiado molesto, y la alienta a emprender su propio viaje personal. Rosie pide disculpas a Ai por su dura reacción.
Cuando llega el invierno todos los pinos que Ai había plantado han crecido completamente y los han adornado con luces de Navidad. Una nave espacial aterriza en medio del bosque, y Gulliver, una gaviota, emerge. Gulliver, que había plantado las botellas con el fin de hacer una entrada triunfal vestido como un alienígena, le pide a los habitantes del pueblo ayuda para localizar algunas de las piezas que se desprendieron de su nave durante el descenso. Ai, Rosie, Yu, y Alfonso van hacia una cueva, donde Yū afirma haber visto una de las piezas durante la caída. Margie aparece y los ayuda en la cueva.
Los cinco recuperan la pieza perdida y regresar junto a Gulliver, que descubre que hay una pieza de más. La pieza que sobra resulta ser un OVNI herido, uno de un grupo más grande que se sintió atraído hacia el pueblo debido al patrón formado por la iluminación de los pinos plantados por Ai. El lesionado OVNI se reúne con su grupo, y cuando se marchan, crean una constelación en el cielo nocturno parecida a Ai. Ai entonces gana el concurso del Festival de invierno a la mejor decoración, sintiéndose por primera vez como un verdadero miembro del pueblo.

## Personajes
| Personaje (Nombre en Japón)                                                                 | Nombre en Estados Unidos | Nombre en Alemania     | Nombre en Italia       | Nombre en Francia      | Nombre en España       | Seiyū                  | Descripción |
| Personajes principales                                                                      | Personajes principales   | Personajes principales | Personajes principales | Personajes principales | Personajes principales | Personajes principales | Personajes principales |
| ------------------------------------------------------------------------------------------- | ------------------------ | ---------------------- | ---------------------- | ---------------------- | ---------------------- | ---------------------- | --- |
| Ai (あい)                                                                                   | Ai                       | Ai                     | Ai                     | Ai                     | Ai                     | Yui Horie              | Al es la protagonista humana de la película, es amable, cariñosa y simpática con todos, se muda al Pueblo de Animales, ella empieza a trabajar en la tienda de Tom Nook como encargada de entregas pronto se hace amiga de Minina, Rita, Yu y Kaiman, pero ella le tuvo miedo a Apolo desde que le rompió su jardín, Al empieza a recibir unos mensajes en botellas y empieza a hacer las cosas que dicen los mensajes, ella se pone triste cuando Rita se muda a otra ciudad, pero Rita le envía una carta de disculpa, después que Rita regresa, Ai encuentra con sus amigos la parte faltante de un objeto y ella lo repara con sus sentimientos, al final Ai gana su primer trofeo. No se sabe si Ai está enamorada de Yu porque en algunas escenas parece que le interesa Yu. |
| Bouquet la Gata (ブーケ Būke neko)                                                          | Rosie the Cat            | Sophie die Katze       | Grinfia il Gatto       | Rosie le Chat          | Minina la Gata         | Misato Fukuen          | Es una gata azul que le encanta la belleza, es la primera amiga que hace Ai, Minina hace varios dramas cuando conoce a Ai hasta el cuento que esta buscando su príncipe azul, cuando están en la playa, Minina le dice que Apolo estaba saliendo con Lupe antes, ella se enoja con Rita por no responderle, Minina va a la fiesta con sus amigas, Minina con Ai, Yu y Kaiman van a ver si consiguen las partes faltantes, se alegra cuando Rita regresa como Ai y después ella ve un fósil de seismosaurio donde queda sorprendida y ve que la ganadora de concurso de Mejor Decoración de Invierno es Ai donde la felicita con Rita. |
| Sally la Elefanta (サリー Sarī zo)                                                          | Margie the Elephant      | Elida die Elefant      |                        |                        |                        | Fumiko Orikasa         | Una elefante que sueña con convertirse en diseñadora de moda. A pesar de su apariencia grande e intimidante, es una persona amable y gentil, y se hace amigo de Ai junto con Rosie. Es Sally en los videojuegos en japonés. |
| Yū                                                                                          |                          |                        |                        |                        |                        | Yū Kobayashi           | Un chico humano que vive en un pueblo vecino. Sus hobbies incluyen el cosplay (por lo general de un pirata, un conejo o un ninja) y la recolección de insectos y fósiles. |
| Alfonso el Cocodrilo / Kaimán                                                               |                          |                        |                        |                        |                        | Takatoshi Kaneko       | Un cocodrilo travieso que es amigo de Yū. Es Halberd en los videojuegos en japonés. |
| Personajes Secundarios, Menores y Lista de Personajes de los Videojuegos de Animal Crossing |                          |                        |                        |                        |                        |                        | |
| Apolo el Águila                                                                             |                          |                        |                        |                        |                        | Masaki Terasoma        | Un águila tranquila a quien Whitney parece admirar. |
|                                                                                             |                          |                        |                        |                        |                        |                        | |
| Champ el Mono                                                                               |                          |                        |                        |                        |                        | Yasuhiro Takato        | Un mono musculoso al que le gusta el entrenamiento con pesas, y lo hace a lo largo de la película. Es Saruo en los videojuegos en japonés. |
| Cesar el Gorila                                                                             |                          |                        |                        |                        |                        | Kazuya Tatekabe        | Un gorila macho que es experto en enka. Es un buen amigo de Cyrano. Es Araso en los videojuegos en japonés. |
| Cyrano el Oso hormiguero                                                                    |                          |                        |                        |                        |                        | Yūji Ueda              | Un oso hormiguero macho que es experto en chanson. Es un buen amigo de Cesar. Es Sakurajima en los videojuegos en japonés. |
| Hopper el Pingüino                                                                          |                          |                        |                        |                        |                        | Hisao Egawa            | Un pingüino de penacho amarillo al que le gusta el pescado. Él siempre pesca en el mismo lugar. Es Tux en los videojuegos en japonés, donde es mucho más gruñón que en la forma en que fue presentado. |
| Tom Nook                                                                                    |                          |                        |                        |                        |                        | Naoki Tatsuta          | Un tanuki que es el dueño de la tienda del pueblo. Le gusta hacer trabajar a los nuevos residentes en su tienda a tiempo parcial. Es Tanukichi en los videojuegos en japonés. |
| Tortimer                                                                                    |                          |                        |                        |                        |                        | Ken'ichi Ogata         | Una vieja tortuga, y el alcalde del pueblo. En la película, él está preocupado por su próxima reelección, a pesar de que él es el único candidato. Es Kotobuki en los videojuegos en japonés. |
| Carturo el Cartero                                                                          |                          |                        |                        |                        |                        | Akio Suyama            | Un pelícano que entrega cartas a todo el Pueblo de los animales. Es Pelio en los videojuegos en japonés. |
| Sol la Pelícano                                                                             |                          |                        |                        |                        |                        | Otoha                  | Una pelícana que trabaja en el ayuntamiento del Pueblo de los animales durante el día. Ella es una persona tierna y amable, a diferencia de su hermana mayor Pelimi. Es Peliko en los videojuegos en japonés. |
| Estrella la Pelícano                                                                        |                          |                        |                        |                        |                        | Yūko Mizutani          | Una pelícana que trabaja en el ayuntamiento del Pueblo de los animales durante la noche. A diferencia de su hermana menor Sol, es una persona malhablada y amargada. Es Pelimi en los videojuegos en japonés. |
| Sócrates el Búho                                                                            |                          |                        |                        |                        |                        | Kappei Yamaguchi       | Un cárabo uralense que trabaja en el museo del Pueblo de los animales. Él no puede dejar de hablar sobre los dinosaurios una vez que empieza. Obtener un fósil de Seismosaurus es su sueño. Es Fūta en los videojuegos en japonés. A diferencia de en el juego, no es nocturno. |
| Estela la Búho                                                                              |                          |                        |                        |                        |                        | Mika Kanai             | Una búho que dirige el observatorio en el museo. Una versión doblada de la película afirma que la cafetería está en el tejado y el observatorio en el sótano. Es Fūkoen en los videojuegos en japonés. A diferencia de en el juego, no es nocturna. |
| Fígaro                                                                                      |                          |                        |                        |                        |                        | Takaya Hashi           | Un palomo que trabaja en la cafetería del museo. Es Masuta en los videojuegos en japonés. |
| Totakeke                                                                                    |                          |                        |                        |                        |                        | Shun Oguri             | Un perro labrador cantautor que ofrece canciones en el bar del museo. Está inspirado en el músico Kazumi Totaka. |
| ReseT. Ado                                                                                  |                          |                        |                        |                        |                        | Yūichi Kimura          | Un topo que está a cargo de la iluminación en el pueblo. Es Reset en los videojuegos en japonés, donde él tiene un objetivo distinto (aparece si el jugador sale del juego sin guardar partida). |
| Da Morsi                                                                                    |                          |                        |                        |                        |                        | Junpei Takiguchi       | Una morsa pintor que está frecuentemente hambriento y triste. Es Seiichi en los videojuegos en japonés. |
| Pili                                                                                        |                          |                        |                        |                        |                        | Mari Adachi            | La más joven de las dos hermanas Manitas, que son puercoespines sastres. Es Asami en los videojuegos en japonés. |
| Mili                                                                                        |                          |                        |                        |                        |                        | Saori Hattori          | La más mayor de las dos hermanas Manitas, que son puercoespines sastres. Es Kinuyo en los videojuegos en japonés. |
| Ladino                                                                                      |                          |                        |                        |                        |                        | Tetsuo Sakaguchi       | Un zorro que dirige un sospechoso mercado negro. Es Tsunekichi en los videojuegos en japonés. |
| Pascal                                                                                      |                          |                        |                        |                        |                        | Takashi Miike          | Una nutria marina. Es Rakosuke en los videojuegos en japonés. |
| Gulliver                                                                                    |                          |                        |                        |                        |                        | Wataru Takagi          | Un astronauta gaviota que vuela por el pueblo en su OVNI, y además habla inglés. Es Jonni en los videojuegos en japonés. En el juego original, era un marinero que aparecía en la orilla una vez a la semana, dando al jugador una pieza rara de mobiliario. En Wild World, vuela un OVNI como lo hace en la película, el jugador puede dispararle con un tirachinas para que caiga. Después, el jugador debe recoger los pedazos de la nave al igual que en la película. Gulliver recompensa al jugador con una pieza de mobiliario de tema espacial con la realización de esta tarea. |
| Capitán                                                                                     |                          |                        |                        |                        |                        | Mitsuo Iwata           | Un kappa que conduce el taxi. Es Kappei en los videojuegos en japonés. En el juego original, lleva el ferry en el cual lleva al jugador a la Isla de los animales. En Wild World, conduce el taxi que lleva al jugador al pueblo, al igual que en la película. |
| Otros personajes                                                                            |                          |                        |                        |                        |                        |                        | Doctor Sito, Sisebuto, Catiana, Cati y Alcatifa solo aparecen durante el Festival de fuegos artificiales. |